# Museu de la Immigració
El Museu de la Immigració està situat a Melbourne, a l'antic edifici de la duana, i mostra les continuades onades migratòries cap a Austràlia des de diversos punts de l'hemisferi, les quals han donat lloc a l'actual realitat social del país. El museu també compta amb un centre de recursos per a la recerca, on qualsevol ciutadà australià pot iniciar la cerca dels seus orígens familiars.	 
Des que el 1770 el capità James Cook de l'armada britànica va desembarcar a les costes australianes, onades de migrants van arribar a aquesta illa habitada per aborígens des de 40.000 anys abans. Inicialment s'hi instal·laren presons per a convictes britànics i hi anaren colons per explotar els recursos naturals de la zona. Es poden traçar quatre grans moments migratoris cap a Austràlia: les grans campanyes dels cercadors d'or de meitat del segle xix, les migracions d'inici del segle xx, l'arribada d'europeus després de la Segona Guerra Mundial, i la immigració política i econòmica de persones d'arreu del món des de la dècada dels 1970 fins avui.